# داپ هلیکوپتروس
داپ هلیکوپتروس (به انگلیسی: DAP Helicópteros) یک شرکت هواپیمایی است که در تاریخ ۱۹۸۹ میلادی تأسیس شده است. دفتر مرکزی داپ هلیکوپتروس در پونتا آرناس، شیلی واقع شده‌است و قطب این شرکت هواپیمایی در فرودگاه بین‌المللی پرزیدانت کارلوس ایبانیز دل کامپو قرار دارد.